# Leonid Iljiczow
Leonid Fiodorowicz Iljiczow (ros. Леони́д Фёдорович Ильичёв, ur. 2 marca?/15 marca 1906  w Krasnojarsku, zm. 18 sierpnia 1990 w Moskwie) – radziecki filozof, dziennikarz i polityk.

## Życiorys
Od 1924 członek RKP(b), w 1930 ukończył Północno-Kaukaski Uniwersytet Komunistyczny, w którym następnie był wykładowcą, później pracował w aparacie Północno-Kaukaskiego Komitetu Krajowego WKP(b). Do 1934 kierownik katedry Górskiego Instytutu Rolniczego im. S. Ordżonikidze. W 1937 roku ukończył studia filozoficzne w Instytucie Czerwonej Profesury . W latach 1938–1940 członek kolegium redakcyjnego i sekretarz odpowiedzialny pisma „Bolszewik”, 1940-1944 członek kolegium redakcyjnego i sekretarz odpowiedzialny pisma „Prawda”. Od listopada 1944 do 1948 główny redaktor gazety „Izwiestija”, jednocześnie zastępca Zarządu Propagandy i Agitacji KC WKP(b), od 10 lipca 1948 do 1949 I zastępca kierownika Wydziału Propagandy i Agitacji KC WKP(b), od 25 marca 1949 kierownik katedry dziennikarstwa Wyższej Szkoły Partyjnej przy KC WKP(b). Od 20 lipca 1949 do 23 czerwca 1951 zastępca redaktora naczelnego gazety „Prawda”, od 23 czerwca 1951 do 1952 redaktor naczelny gazety „Prawda”, od 14 października 1952 do 14 lutego 1956 zastępca członka KC KPZR, 1953-1958 kierownik Wydziału Prasy i członek Kolegium Ministerstwa Spraw Zagranicznych ZSRR. Od 25 lutego 1956 do 17 października 1961 członek Centralnej Komisji Rewizyjnej KPZR, 1958-1962 kierownik Wydziału Propagandy i Agitacji KC KPZR w Republikach Związkowych, od 31 października 1961 do 29 marca 1966 członek KC KPZR, w tym od 31 października 1961 do 26 marca 1965 sekretarz KC KPZR. Od 23 listopada 1962 do 26 marca 1965 przewodniczący Komisji Ideologicznej KC KPZR, od 20 grudnia 1962 do maja 1965 kierownik Wydziału Ideologicznego KC KPZR, 1965-1989 wiceminister spraw zagranicznych ZSRR, od 5 marca 1976 do 23 lutego 1981 ponownie członek Centralnej Komisji Rewizyjnej KPZR. Od 3 marca 1981 do 2 lipca 1990 ponownie zastępca członka KC KPZR, od 1989 na emeryturze. Deputowany do Rady Najwyższej ZSRR 6 kadencji (1962-1966). Od 29 czerwca 1962 akademik Akademii Nauk ZSRR. Współautor biografii Lenina. Pochowany na Cmentarzu Kuncewskim.

## Wybrane publikacje
Publikacje książkowe
- 1940 — О книге Ф. Энгельса «Людвиг Фейербах и конец классической немецкой философии». — Moskwa
- 1953 — О произведении Ф. Энгельса «Анти-Дюринг». — Moskwa
L. Iljiczow: O pracy Fryderyka Engelsa "Anty-Dühring". Tł. Elżbieta Wąsowicz-Dryglas (1915-1982). Warszawa: Książka i Wiedza, 1953. Brak numerów stron w książce 82, [2] s. ; 21 cm.

Redakcje prac zbiorowych
- 1970 — Фридрих Энгельс: Биография. — Moskwa, (redaktor)
Fryderyk Engels : biografia. Zespół aut. L. F. Iljiczow (przewodn.) et al. ; tł. [z ros.] Halina Zelnikowa, Henryk Widłaszewski ; red. H. Zelnikowa. Warszawa: Książka i Wiedza, 1980. Brak numerów stron w książce

artykuły
- Ильичёв Л. Ф. Формирование научного мировоззрения и атеистическое воспитание. // Коммунист. — 1964. — № 1.
L. Iljiczew: Kształtowanie naukowego światopoglądu a wychowanie ateistyczne. Warszawa: Zarząd Propagandy i Agitacji Głównego Zarządu Politycznego WP, 1964. Brak numerów stron w książce 43, [1] s. ; 20 cm.

## Odznaczenia i nagrody
- Order Lenina
- Order Rewolucji Październikowej
- Nagroda Leninowska (1960)

I 5 innych orderów.